# HD 193322
HD 193322，又名BD+40 4103，SAO 49438、HR 7767，是一颗恒星，视星等为5.84，位于銀經78.1，銀緯2.78，其B1900.0坐标为赤經20h 14m 34.4s，赤緯+40° 2.78′ 13″。